# Liste der größten Sportartikelhersteller der Welt
Die folgende Liste der größten Sportartikelhersteller der Welt stellt ein Ranking von Unternehmen aus der Sportbekleidungs- und Sportgerät- sowie Ausrüstungsbranche dar:

## Sportartikelhersteller nach Umsatz
Die Angaben beziehen sich auf das Geschäftsjahr 2024 und wurden von der privaten Sportbusiness-Plattform SPOBIS erhoben:
| Marke        | Umsatz 2023 (in Mrd. USD) | Umsatz 2024 (in Mrd. USD) | Prozentuale Veränderung |
| ------------ | ------------------------- | ------------------------- | ----------------------- |
| Nike         | 51,2                      | 51,4                      | +0,3                    |
| Adidas       | 23,1                      | 24,6                      | +6,3                    |
| Lululemon    | 8,1                       | 9,6                       | +18,8                   |
| Puma         | 8,9                       | 9,3                       | +4,0                    |
| Sketchers    | 8,0                       | 8,9                       | +12,1                   |
| New Balance  | 6,5                       | 7,8                       | +20                     |
| Under Armour | 5,9                       | 5,7                       | −3,4                    |
| Asics        | 4,1                       | 4,9                       | +18,9                   |
| Fila         | 3,2                       | 3,3                       | +3,8                    |
| On           | 2,0                       | 2,6                       | +29,4                   |